# سيرجي أفدييف
سيرجي أفدييف (بالروسية: Авдеев, Сергей Васильевич)‏ (و. 1956 – م) هو مهندس، ورائد فضاء من روسيا، والاتحاد السوفيتي . ولد في تشاباييفسك .
وهو عضو في الحزب الشيوعي السوفييتي .

## ريادة الفضاء
شارك في المهمات الفضائية:
- Soyuz TM-15
- Soyuz TM-28
- Soyuz TM-22
- Soyuz TM-29.

## التعليم
تعلم في الجامعة الوطنية للبحوث النووية.

## جوائز
حصل على جوائز منها:
- فارس وسام جوقة الشرف
- Order For Services to the Fatherland 3rd degree
- Order For Services to the Fatherland 2nd degree
- بطل الاتحاد الروسي (وسام)
- وسام الاستحقاق في استكشاف الفضاء.